# Knabstrup
Pour les articles homonymes, voir Knabstrup (homonymie).
Le Knabstrup (danois : Knabstrupper) est une race de chevaux de selle originaire du Danemark. Son origine résulte du croisement d'une jument andalouse à la robe tachetée avec des étalons Frederiksborg, au début du XIXe siècle. L'élevage de la race étant initialement axé sur la couleur, ses caractéristiques morphologiques sont très variables. Le Knabstrup présente cependant un modèle solide, rustique, et il est doté d'un bon tempérament. Cela fait de lui un bon cheval de loisir, apprécié également pour le spectacle équestre grâce à sa robe colorée. Chez le Knabstrup moderne, plusieurs types se distinguent : la baroque, le cheval de sport et le poney. La race est gérée par la Knabstrupperforeningen, l'association nationale du cheval Knabstrup.

## Dénomination
La race porte le nom de sa ville d'origine, Knabstrup, où est situé le domaine de Villars Lunn, « Knabstrupgard »,.

## Histoire

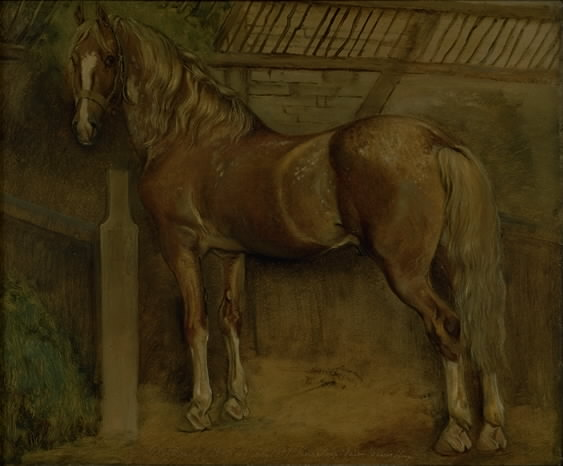
Étalon Knabstrup de seize ans peint par Johan Thomas Lundbye en 1847.

Les origines du Knabstrup remontent au début du XIXe siècle, au Danemark,. Il descend probablement d'une jument andalouse à la robe tachetée ayant appartenu à un officier espagnol stationné au Danemark durant les Guerres napoléoniennes. La jument a ensuite appartenu à un boucher du nom de Flaebe. Elle est achetée par le juge Villars Lunn qui la baptise Flaebenhoppen en rapport à son ancien propriétaire,.
Villars Lunn croise la jument avec des étalons Frederiksborg, et obtient des sujets tachetés. L'un des petits fils de Flaebenhoppen, nommé Mikkel, est considéré comme le principal étalon fondateur de la race.
Les chevaux knabstrup ont été utilisés par les officiers danois au cours de la Première guerre de Schleswig (1848-1850) mais leur robe voyante a fait d'eux des cibles très faciles. À la bataille d'Isted en 1850, deux officiers danois chevauchant des knabstrups sont tués. Survivant à la chute de son cavalier, une jument nommée Nathalie est ensuite mise à la reproduction. L'un de ses poulains prend le nom du général tombé à terre : Laessoee.
L'autre cheval, monté par le général Schleppegral, est un étalon. Il est attrapé par des fermiers des collines pour faire une carrière d'étalon reproducteur. Ses descendants sont connus sous le nom « Schnapegral-peerd » et tous présentent une robe originale.
Le type original de la race est un cheval compact, fort , robuste, à la tête un peu lourde mais harmonieux. Il est intelligent et facile à dresser. Les croisements réalisés par la suite ont mis l'accent sur la transmission de la robe tachetée, et ce au détriment de sa conformation,. La race perd progressivement en qualité et manque de disparaitre. Des croisements réalisés avec des Pur-sang anglais lui permettent de retrouver une certaine popularité.
En 1933, un vétérinaire du nom d'Ahlstrand établit une première association pour sauvegarder la race. En 1947, une association pour la promotion des Knabstrupper dans la région d'Holbæk est fondée,. L'association devient nationale en 1970. En 1971, Frede Nielsen, un éleveur danois, importe trois étalons appaloosa pour amener de nouveaux courants de sang chez la race.

## Description

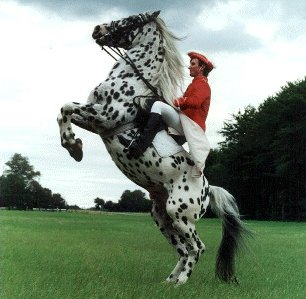
Cheval de race Knabstrub cabré.

Le Knabstrup est un cheval solide, rustique dont la principale particularité réside dans ses nombreuses nuances de robe, ce qui est assez inhabituel pour un cheval européen. Ses caractéristiques morphologiques sont en revanche assez variables. Il toise 1,55 m au garrot en moyenne,.

### Morphologie
Sa tête est grande avec un chanfrein droit ou un peu busqué. Les oreilles sont de petite taille et bien droites. Les yeux sont doux et intelligents, avec une sclérotique blanche bien apparente. Le bout du nez est carré avec des naseaux bien ouverts et marbrés. L'encolure est greffée haut avec des épaules bien développées et une poitrine ample. La ligne du dessus est rectiligne et la croupe inclinée. Les membres sont solides et présentent une conformation correcte. Les sabots ont des stries verticales caractéristiques.
La crinière et la queue sont peu fournies en crins.

### Robe

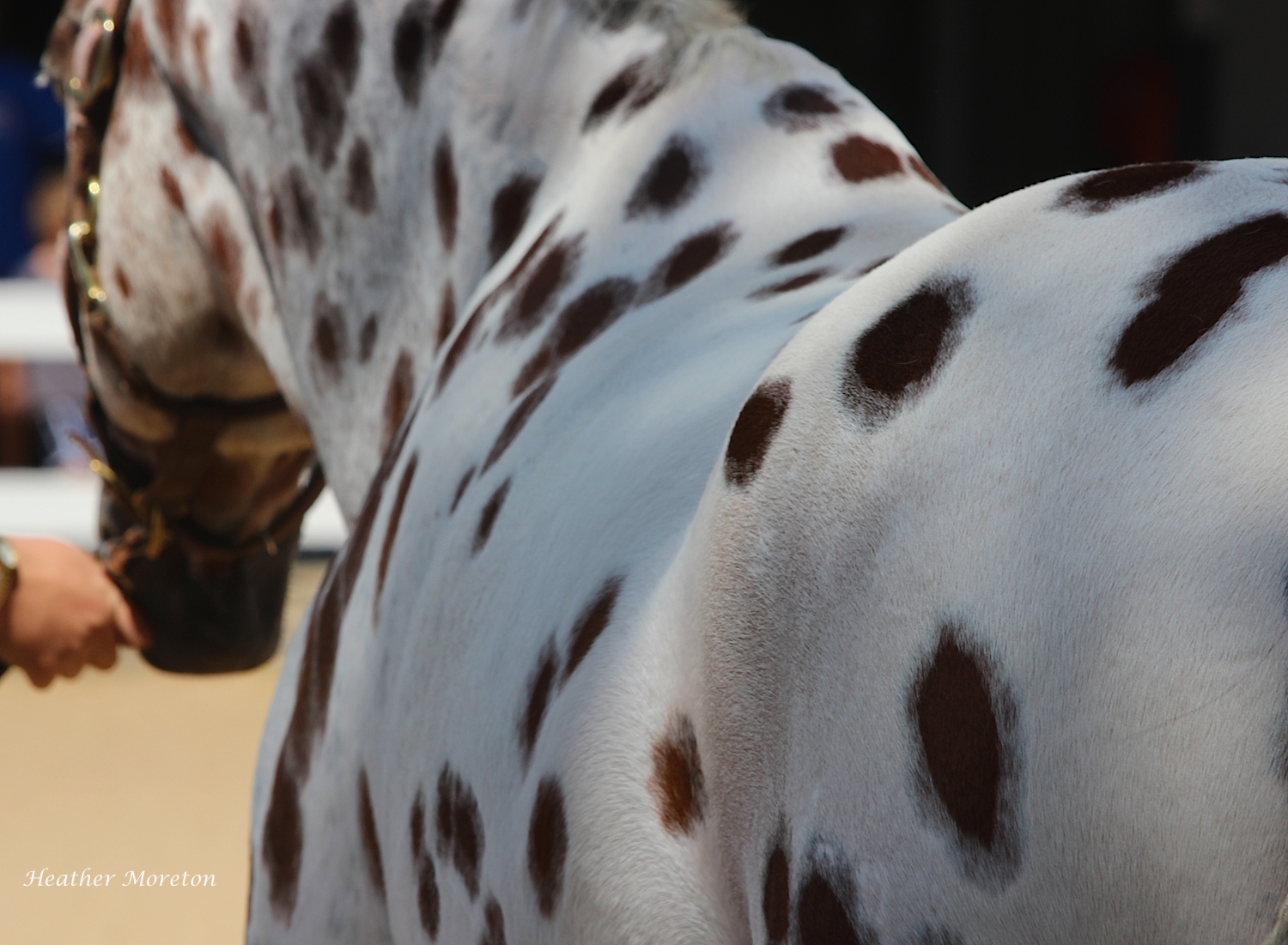
Détail de la robe tachetée d'un knabstrup.

La grande particularité du Knabstrup, à l'instar de l'Appaloosa, est de posséder une robe tachetée,.
De nombreux motifs de robes se rencontrent chez cette race : tacheté léopard, flocon de neige, few spots, capé, givré, sur des robes de base blanc, alezan, noir, rouan ou bai,. Dans de rares cas, on rencontre également des robes simples comme l'alezan, le noir ou le bai, qui sont acceptées par le stud-book.
L'analyse génétique des robes de 91 Knabstrups montre que la base de la robe est généralement noire (E/E ou E/e), plus rarement baie ou alezane. Une variante d'allèle récessif rare codant l'alezan, ea, a également été identifiée chez six sujets hétérozygotes. Le Knabstrup ne présente pas d'allèles Crème, Dun, ni Gris. L'allèle Léopard de TRPM1 a été identifié chez 75 des sujets testés. La variante Pattern-1 (PATN1) hétérozygote, un variant de léopard qui augmente les poils blancs lorsqu'elle est combilée avec TRPM1, a été identifiée chez 49 sujets.

### Allures
Bon cheval de selle, le Knabstrup présente des allures élégantes.

### Tempérament
C'est un cheval gentil, intelligent, facile à éduquer, obéissant et qui apprécie le travail.

### Santé
Tout comme l'appaloosa, le knabstrup est touché par la cécité nocturne congénitale stationnaire.

## Utilisations

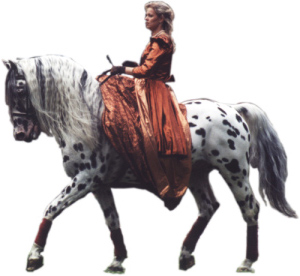
Knabstrup monté en amazone lors d'un spectacle.

Le knabstrup est un cheval de loisir qui est apprécié aussi bien sous la selle que pour le travail à pied.
Sa robe originale le rend très populaire pour les spectacles équestres.
En fonction de l'orientation de la lignée et du type de Knapstrup rencontré, son utilisation peut également varier : sport équestre pour le type sport, attelage pour le type baroque et enseignement des plus jeunes pour le type poney.

## Diffusion de l'élevage
La race est gérée par la Knabstrupperforeningen, l'association nationale du cheval Knabstrup.
Le stud-book présente la particularité de ne pas avoir de restriction sur la taille des équidés enregistrés. Le Knabstrup peut ainsi être de taille poney ou de taille cheval.
Trois types de Knapstrupper sont ainsi élevés au sein de la race : la baroque, le cheval de sport et le poney. Par ailleurs, l'ouvrage Equine Science (4e édition de 2012) le classe parmi les races de chevaux de selle peu connues au niveau international.

## Dans la culture
Dans le film Fifi Brindacier, le cheval de la fillette est un hongre Knabstrup.